# Vístete
Vístete es el título de una canción de la banda de pop rock española Nacha Pop, compuesta por Nacho García Vega e incluida en su LP El momento.

## Descripción
Se trata de un tema desenfadado que invoca la diversión y disfrutar de la noche en compañía. Considerada una de las canciones más comerciales del grupo, con vocación de llegar al más amplio sector de público posible.

## Versiones
Fue interpretada por Mikel Erentxun para el programa de televisión A mi manera de LaSexta en 2016. Posteriormente, en 2017, el autor grabó a dúo la canción junto a Aleks Syntek.